# Anthrax kaokoensis
Anthrax kaokoensis är en tvåvingeart som beskrevs av Hesse 1956. Anthrax kaokoensis ingår i släktet Anthrax och familjen svävflugor.
Artens utbredningsområde är Namibia. Inga underarter finns listade i Catalogue of Life.